# الشرفات
الشرفات هي قرية تاريخية بالمملكة المغربية. تقع الشرفات بإقليم شفشاون شمال البلاد. تتسم البلدة بسمات جبلية، ذات تضاريس صعبة وانحدارات مفاجئة وأودية منخفضة كوادي شفشاون. كما عرفت تواجد الإنسان منذ العصور القديمة. وتُعرفت بوصول الفاتحين العرب كموسى بن نصير الذي بنى مسجدا له بقبيلة بني حسان شمال غربي شفشاون (قيادة باب تازة)، وكذا طارق بن زياد الذي لا يزال مسجدا يحمل اسمه بهذه القرية.